# Višňové (okres Žilina)

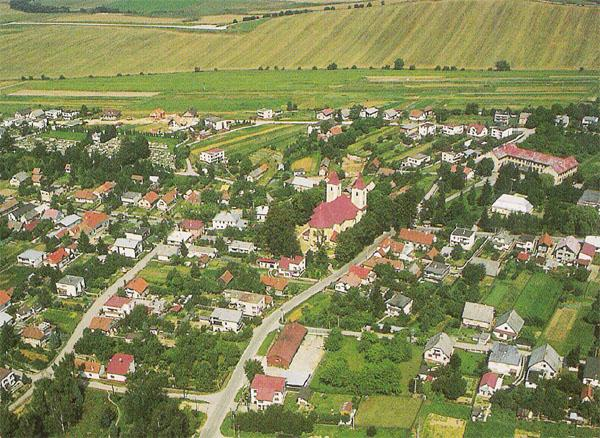
Višňové

Višňové (Hongaars: Felsővisnyó) is een Slowaakse gemeente in de regio Žilina, en maakt deel uit van het district Žilina.
Višňové telt 2.675 inwoners.